# Toronto FC
Toronto FC är en professionell fotbollsklubb i Toronto i Ontario i Kanada som spelar i Major League Soccer (MLS). Klubben deltar även i Canadian Championship, en cup där ett antal kanadensiska klubbar gör upp om vilken klubb som får representera landet i Concacaf Champions League. Hemmamatcherna spelas på BMO Field.
Klubbens färger är rött, vitt och grått.
Toronto FC ägs av det kanadensiska bolaget Maple Leaf Sports & Entertainment (MLSE), som också äger Toronto Maple Leafs i National Hockey League, Toronto Raptors i National Basketball Association, Toronto Argonauts i Canadian Football League och flera mindre klubbar.
Klubben har vunnit ligamästerskapet MLS Cup en gång och detsamma gäller Supporters' Shield, som tilldelas klubben som tagit flest poäng i grundserien. Vidare har klubben sju gånger vunnit Canadian Championship.

## Historia
Klubben grundades den 12 november 2005 och gjorde sin första säsong 2007. Klubben var den första i MLS utanför USA.
Trots att Toronto FC under sina första säsonger plockade in meriterade designated players som Mista, Danny Koevermans, Torsten Frings, Jermain Defoe och Michael Bradley hade klubben förtvivlat svårt att lyckas i MLS. Däremot uppnådde klubben en större framgång i Concacaf Champions League säsongen 2011/12, dit man kvalificerat sig via Canadian Championship. Väl i semifinalen blev dock mexikanska Santos Laguna för svåra, då de vann den andra matchen med 6–2 och tog sig vidare till finalen efter sammanlagt 7–3.

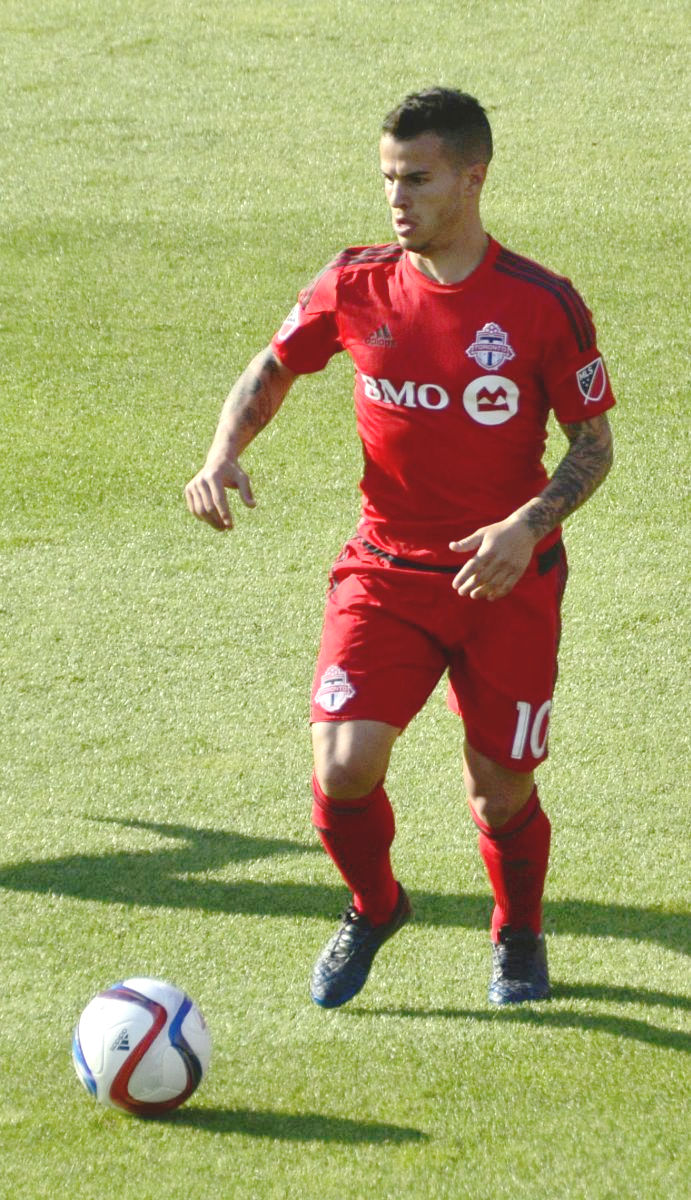
Sebastian Giovinco i Toronto FC:s dräkt under 2015 års säsong.

Efter att ha missat slutspelet under klubbens åtta första MLS-säsonger tog Toronto FC sig så för första gången till slutspel 2015. Ett av de stora skälen till den lyckosamma säsongen var Sebastian Giovinco. Italienaren hade inför säsongen värvats från Juventus och vann som första Toronto-spelare MVP Award och MLS Golden Boot, kom med i årets lag och blev utsedd till Newcomer of the Year. Detta sedan han stått för 22 mål och 16 assists. Han blev den första spelaren att vinna både skytte- och assistligan i MLS. Väl framme i slutspelet åkte dock Toronto ut direkt, efter en 0–3-förlust mot rivalen Montreal Impact.
Efter att ha nått sitt första slutspel etablerade sig Toronto som en toppklubb. Säsongen efter, 2016, gick man för första gången till MLS-finalen MLS Cup. I semifinalen fick man revansch på Montreal Impact. Efter att ha förlorat den första semifinalen med 2–3 borta vände Toronto på siffrorna inför en rekordpublik på 36 000 åskådare på BMO Field. I den efterföljande förlängningen gjorde Toronto två mål och gick vidare med 7–5 sammanlagt. Därmed blev man den första kanadensiska klubben att nå MLS Cup. I finalen blev det dock ett nederlag mot Seattle Sounders. Matchen stod 0–0 efter 120 minuter och fick således avgöras på straffar. Syndabock blev lagkaptenen Michael Bradley, som var enda spelare att missa en straff, då Seattle tog hem straffläggningen med 5–4.
Året efter, 2017, fick Toronto så sin revansch. Återigen ställdes man mot Seattle i finalen. Den här gången gick man dock vinnande ur striden och blev MLS-mästare för första gången. I finalen vann man nämligen med 2–0, sedan Jozy Altidore och Víctor Vázquez skrivit in sig i målprotokollet. Därmed blev Toronto första klubb från Kanada att vinna MLS. Tidigare under säsongen hade man även vunnit Supporters' Shield för första gången.
I Concacaf Champions League 2018 gick Toronto ända till final, men förlorade mot Guadalajara från Mexiko efter straffar. Senare under säsongen spelade klubben i den första upplagan av Campeones Cup, där mästaren av MLS möter vinnaren av Campeón de Campeones, som är en match mellan Apertura och Clausura-mästarna av Liga MX. Toronto förlorade matchen med 1–3 mot Tigres UANL.
Under 2019 års säsong gick Toronto till MLS Cup för tredje gången på fyra år, och precis som de andra två gångerna stod Seattle Sounders för motståndet. Seattle vann matchen med 3–1 hemma inför hela 69 724 åskådare. Året efter fick Toronto sin andra MVP genom Alejandro Pozuelo.

## Säsonger
| Major League Soccer | Major League Soccer | Major League Soccer | Major League Soccer | Canadian Championship | Canadian Championship | Champions League | Champions League   | Superliga / Leagues Cup | Superliga / Leagues Cup |
| Säsong              | Konferens           | Placering           | Slutspel            | Säsong                | Resultat              | Säsong           | Resultat           | Säsong                  | Resultat                |
| ------------------- | ------------------- | ------------------- | ------------------- | --------------------- | --------------------- | ---------------- | ------------------ | ----------------------- | ----------------------- |
| 2007                | Eastern             | 7:a (av 7)          | Ej kvalificerad     |                       |                       |                  |                    | 2007                    | Ej inbjuden             |
| 2008                | Eastern             | 7:a (av 7)          | Ej kvalificerad     | 2008                  | Tvåa                  | 2008/09          | Ej kvalificerad    | 2008                    | Ej kvalificerad         |
| 2009                | Eastern             | 5:a (av 7)          | Ej kvalificerad     | 2009                  | Mästare               | 2009/10          | Inledande omgången | 2009                    | Ej kvalificerad         |
| 2010                | Eastern             | 5:a (av 8)          | Ej kvalificerad     | 2010                  | Mästare               | 2010/11          | Gruppspel          | 2010                    | Ej kvalificerad         |
| 2011                | Eastern             | 8:a (av 9)          | Ej kvalificerad     | 2011                  | Mästare               | 2011/12          | Semifinal          |                         |                         |
| 2012                | Eastern             | 10:a (av 10)        | Ej kvalificerad     | 2012                  | Mästare               | 2012/13          | Gruppspel          |                         |                         |
| 2013                | Eastern             | 9:a (av 10)         | Ej kvalificerad     | 2013                  | Semifinal             | 2013/14          | Ej kvalificerad    |                         |                         |
| 2014                | Eastern             | 7:a (av 10)         | Ej kvalificerad     | 2014                  | Final                 | 2014/15          | Ej kvalificerad    |                         |                         |
| 2015                | Eastern             | 6:a (av 10)         | Utslagsomgången     | 2015                  | Semifinal             | 2015/16          | Ej kvalificerad    |                         |                         |
| 2016                | Eastern             | 3:a (av 10)         | Final               | 2016                  | Mästare               | 2016/17          | Ej kvalificerad    |                         |                         |
| 2017                | Eastern             | 1:a (av 11)         | Mästare             | 2017                  | Mästare               |                  |                    |                         |                         |
| 2018                | Eastern             | 9:a (av 11)         | Ej kvalificerad     | 2018                  | Mästare               | 2018             | Final              |                         |                         |
| 2019                | Eastern             | 4:a (av 12)         | Final               | 2019                  | Final                 | 2019             | Åttondelsfinal     | 2019                    | Ej inbjuden             |
| 2020                | Eastern             | 2:a (av 14)         | Åttondelsfinal      | 2020                  |                       | 2020             | Ej kvalificerad    | 2020                    | Inställd                |
| 2021                | Eastern             | 13:e (av 14)        | Ej kvalificerad     | 2021                  | Final                 | 2021             | Kvartsfinal        | 2021                    | Ej kvalificerad         |

1. ↑  Toronto var bäst i grundserien av alla klubbar i MLS och vann därmed Supporters' Shield.

## Spelartrupp
| 1  | USA                 | Sean Johnson     | 31 maj 1989      | New York City (-23)         |
| 18 | Trinidad och Tobago | Greg Ranjitsingh | 18 juli 1993     | Philadelphia Union (-22)    |
| 90 | Kanada              | Luka Gavran      | 5 september 2000 | St. John's University (-22) |

| 5  | Irland    | Kevin Long     | 18 augusti 1990  | Birmingham City (-24)  |
| 6  | Zambia    | Aimé Mabika    | 16 augusti 1998  | Inter Miami (-23)      |
| 15 | Frankrike | Nicksoen Gomis | 15 mars 2002     | Sheffield United (-24) |
| 17 | Norge     | Sigurd Rosted  | 22 juli 1994     | Brøndby (-23)          |
| 19 | Kanada    | Kobe Franklin  | 10 maj 2003      | Toronto FC             |
| 27 | USA       | Shane O'Neill  | 2 september 1993 | Seattle Sounders (-22) |
| 28 | Italien   | Raoul Petretta | 24 mars 1997     | Kasımpaşa (-23)        |
| 51 | Kanada    | Adam Pearlman  | 5 april 2005     | Toronto FC             |

| 8  | England  | Matty Longstaff    | 21 mars 2000     | Newcastle United (-24)            |
| 11 | Haiti    | Derrick Etienne    | 25 november 1996 | Atlanta United (-24)              |
| 14 | Spanien  | Alonso Coello      | 12 oktober 1999  | Florida Atlantic University (-22) |
| 20 | Honduras | Deybi Flores       | 16 juni 1996     | MOL Fehérvár (-24)                |
| 21 | Kanada   | Jonathan Osorio    | 12 juni 1992     | Nacional (-12)                    |
| 22 | Kanada   | Richie Laryea      | 7 januari 1995   | Nottingham Forest (-24)           |
| 23 | USA      | Brandon Servania   | 12 mars 1999     | FC Dallas (-23)                   |
| 47 | Kanada   | Kosi Thompson      | 27 januari 2003  | Toronto FC                        |
| 71 | Kanada   | Markus Cimermancic | 1 oktober 2004   | Toronto FC                        |

| 7  | Kanada              | Jahkeele Marshall-Rutty | 16 juni 2004     | Toronto FC                |
| 10 | Italien             | Federico Bernardeschi   | 16 februari 1994 | Juventus (-22)            |
| 12 | Sydafrika           | Cassius Mailula         | 12 juni 2001     | Mamelodi Sundowns (-23)   |
| 16 | Trinidad och Tobago | Tyrese Spicer           | 4 december 2000  | Lipscomb University (-24) |
| 24 | Italien             | Lorenzo Insigne         | 4 juni 1991      | Napoli (-22)              |
| 29 | Kanada              | Deandre Kerr            | 29 november 2002 | Syracuse University (-22) |
| 99 | Tyskland            | Prince Osei Owusu       | 7 januari 1997   | Jahn Regensburg (-23)     |

### Utlånade spelare
| Nr | Land                | Pos | Namn                                                 |
| -- | ------------------- | --- | ---------------------------------------------------- |
| 26 | Trinidad och Tobago | F   | Luke Singh (i Atlético Ottawa till 31 december 2024) |

## Kända spelare
| Argentina - Pablo Piatti (2020) Belgien - Laurent Ciman (2019–2020) Brasilien - Júlio César (2014) England - Jermain Defoe (2014) - Luke Moore (2014–2016) Frankrike - Benoît Cheyrou (2015–2017) - Laurent Robert (2008) Guatemala - Carlos Ruiz (2008) Honduras - Amado Guevara (2008–2009) Irland - Darren O'Dea (2012–2013) | Italien - Sebastian Giovinco (2015–2018) Kanada - Julian de Guzman (2009–2012) - Dwayne De Rosario (2009–2011, 2014) - Ali Gerba (2009–2010) - Jonathan Osorio (2013–) - Tosaint Ricketts (2016–2018) - Kenny Stamatopoulos (2007) Nederländerna - Danny Koevermans (2011–2013) - Gregory van der Wiel (2018–2019) Panama - Armando Cooper (2016–2017) Polen - Damien Perquis (2015–2016) Skottland - Steven Caldwell (2013–2015) | Spanien - Mista (2010) Tyskland - Torsten Frings (2011–2012) USA - Gale Agbossoumonde (2013–2014) - Jozy Altidore (2015–) - Michael Bradley (2014–) - Edson Buddle (2007) - Conor Casey (2007) - Bobby Convey (2013) - Jeff Cunningham (2007–2008) - Maurice Edu (2007–2008) - Omar Gonzalez (2019–) Wales - Robert Earnshaw (2013) - Carl Robinson (2007–2010) |

## Tränare
Klubben har haft följande huvudtränare:
| Tränare             | Säsong(er) | Källa  |
| ------------------- | ---------- | ------ |
| Mo Johnston         | 2007       | [ 26 ] |
| John Carver         | 2008–2009  | [ 27 ] |
| Chris Cummins (tf.) | 2009       | [ 28 ] |
| Preki               | 2010       | [ 29 ] |
| Nick Dasović (tf.)  | 2010       | [ 30 ] |
| Aron Winter         | 2011–2012  | [ 31 ] |
| Paul Mariner        | 2012       | [ 32 ] |
| Ryan Nelsen         | 2013–2014  | [ 33 ] |
| Greg Vanney         | 2014–2020  | [ 34 ] |
| Chris Armas         | 2021       | [ 35 ] |
| Javier Pérez        | 2021       | [ 36 ] |
| Bob Bradley         | 2022–      | [ 37 ] |